# Chropiatka lejkowata

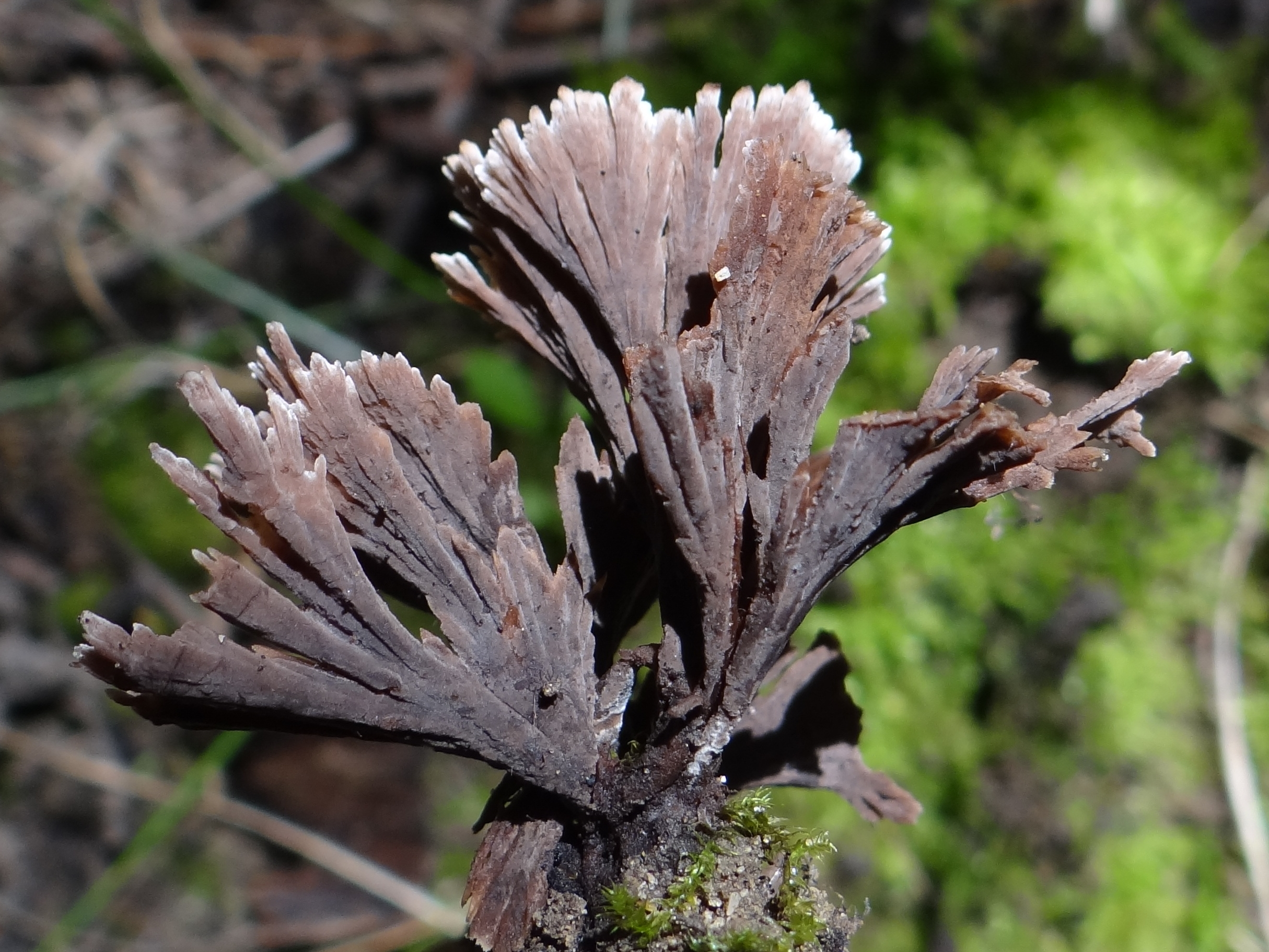
Hymenofor chropiatki lejkowatej

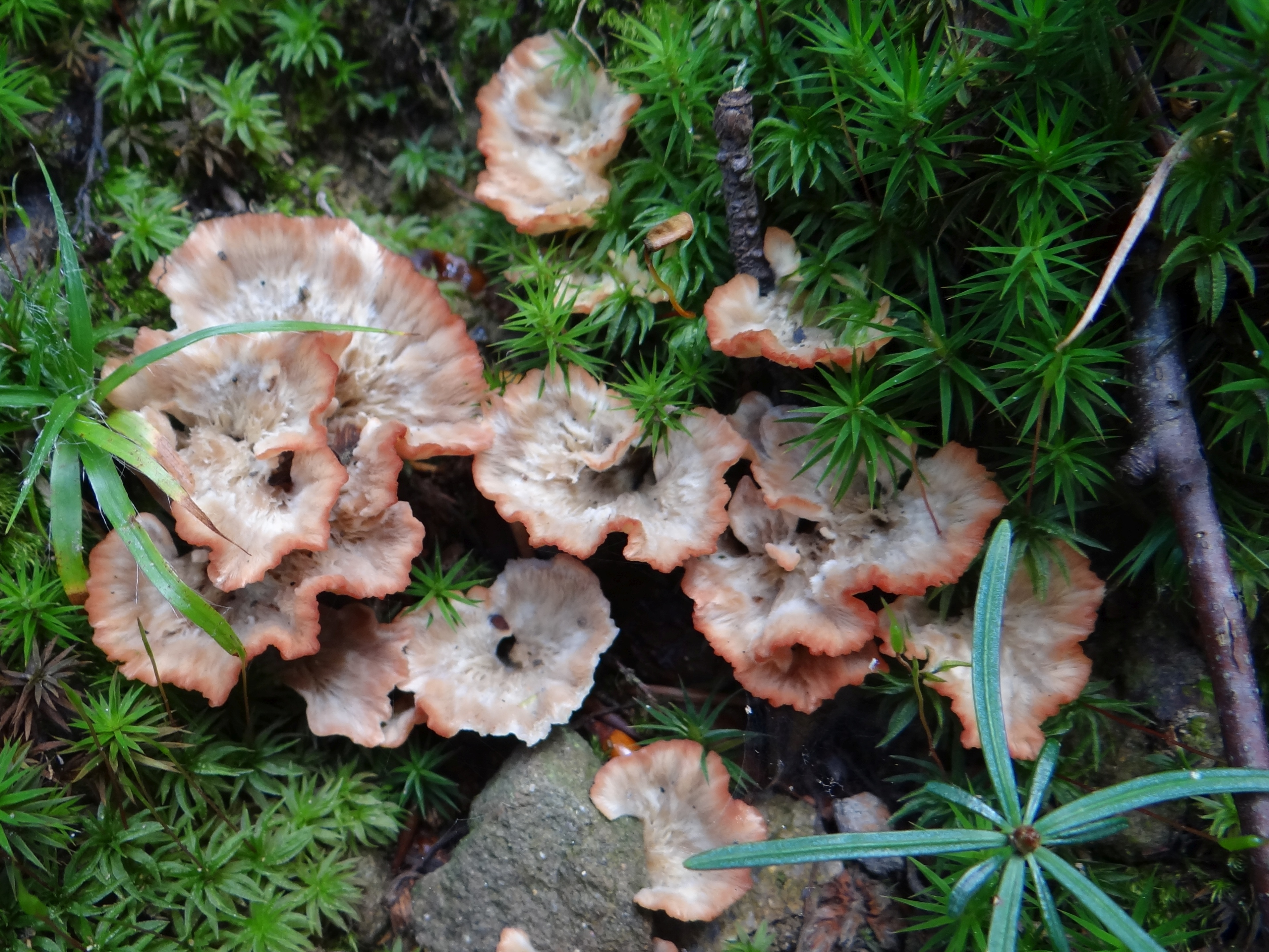

Chropiatka lejkowata  (Thelephora caryophyllea (Schaeff.) Pers.) – gatunek grzybów należący do rodziny chropiatkowatych (Thelephoraceae).

## Systematyka i nazewnictwo
Pozycja w klasyfikacji według Index Fungorum: Thelephora, Thelephoraceae, Thelephorales, Incertae sedis, Agaricomycetes, Agaricomycotina, Basidiomycota, Fungi.
Po raz pierwszy gatunek ten opisał w 1774 r. Schaeffer jako Helvella caryophyllea, do rodzaju Thelephora przeniósł go Persoon w 1801 r.
Niektóre synonimy:

- Auricularia caryophyllea (Schaeff.) Bull. 1786
- Clavaria flabellaris Batsch 1786
- Craterella caryophyllea (Dicks.) Gray 1821
- Helvella caryophyllea Schaeff. 1774
- Merisma flabellare (Batsch) Pers. 1797
- Merulius caryophylleus (Schaeff.) With. 1792
- Thelephora flabellaris (Batsch) Fr. 1821
- Thelephora laciniata (Pers.) Pers. 1801
- Thelephora radiata Fr. 1838

Nazwę polską nadał Władysław Wojewoda w 1999 r., w polskim piśmiennictwie mykologicznym gatunek ten opisywany był także pod nazwami chropiatka goździkowata i pleśniak goździkowy.

## Morfologia
Owocnik
Lejkowaty, o średnicy do 5 cm i wysokości do 4 cm. Górna część kapelusza często jest nieregularnie postrzępiona i przypomina kwiat. Powierzchnia kapelusza o barwie brązowej lub czekoladowej, tylko brzeg jest białawy. Jest mniej lub bardziej strefowana, czasami pokryta jest łuseczkami lub delikatnie owłosiona. Po wysuszeniu blaknie. Posiada krótki, dość gruby i centralnie osadzony trzon. Hymenium gładkie, zbiegające na trzon, barwy brązowej lub fioletowo-brązowej, jaśniejsze na obrzeżach. Miąższ cienki, brązowy, bez zapachu.
Cechy mikroskopowe
Zarodniki elipsoidalne, mniej lub bardziej graniaste, pokryte kolcami o długości do 1 μm, rzadziej do 1,5 μm, czasami są to tępo zakończone brodawki. Mają fioletową barwę i rozmiar 6,5–8,5 × 5–7 μm. Podstawki z 2–4 sterygmami. Mają długość 7–8,5 μm. Cystyd brak. Strzępki o brązowych ścianach i grubości 3–6,5(8) μm, z przegrodami.

## Występowanie i siedlisko
Występuje tylko w Ameryce Północnej i Europie. W Polsce gatunek rzadki. Znajduje się na Czerwonej liście roślin i grzybów Polski. Ma status V – gatunek narażony na wyginięcie. Znajduje się na listach gatunków zagrożonych także w Niemczech i Danii. 
Grzyb mikoryzowy. Rośnie na ziemi w lasach iglastych i mieszanych, zwłaszcza pod sosnami. Owocniki wytwarza od lipca do października.

## Gatunki podobne
Podobnej barwy i również lejkowaty owocnik tworzy chropiatka pospolita (Thelephora terrestris), nie ma jednak tak postrzępionych brzegów i często jest to owocnik piętrowy, złożony z kilku lejków. Czasami podobna jest chropiatka cuchnąca (Thelephora palmata), tę jednak łatwo odróżnić po zapachu. Podobny, brązowawy, ale płasko rozpostarty owocnik ma kutnerka rdzawa (Tomentella ferruginea) rosnąca na drewnie.